# لایونز (کلرادو)
لایونز (به انگلیسی: Lyons) شهرکی در ایالت کلرادو کشور ایالات متحده آمریکا است که جمعیت آن در سرشماری سال ۲۰۱۰ میلادی، ۲٬۰۳۳ نفر بوده‌است.